# Melitaea oblongomaculata
Melitaea oblongomaculata är en fjärilsart som beskrevs av Skala 1908. Melitaea oblongomaculata ingår i släktet Melitaea och familjen praktfjärilar. Inga underarter finns listade i Catalogue of Life.